# Guaratuba (ort)
Guaratuba är en ort i Brasilien.   Den ligger i kommunen Guaratuba och delstaten Paraná, i den södra delen av landet, 1 100 km söder om huvudstaden Brasília. Guaratuba ligger 6 meter över havet och antalet invånare är 18 906.
Terrängen runt Guaratuba är huvudsakligen platt, men norrut är den kuperad. Havet är nära Guaratuba åt sydost.Det finns inga andra samhällen i närheten. 